# Anna Pezzetta
Anna Pezzetta (ur. 6 marca 2007 w Bolzano) – włoska łyżwiarka figurowa, startująca w konkurencji solistek. Medalistka zawodów z cyklu Challenger Series, juniorska (2021) i seniorska (2025) mistrzyni Włoch, uczestniczka mistrzostw świata juniorów (2022, 2023).

## Osiągnięcia
| Zawody                    | 20–21          | 21–22          | 22–23          | 23–24          | 24–25          |                |                |                |                |                |                |                |
| Międzynarodowe            | Międzynarodowe | Międzynarodowe | Międzynarodowe | Międzynarodowe | Międzynarodowe | Międzynarodowe | Międzynarodowe | Międzynarodowe | Międzynarodowe | Międzynarodowe | Międzynarodowe | Międzynarodowe |
| ------------------------- | -------------- | -------------- | -------------- | -------------- | -------------- | -------------- | -------------- | -------------- | -------------- | -------------- | -------------- | -------------- |
| Mistrzostwa świata        |                |                |                |                |                |                |                |                |                |                |                |                |
| Mistrzostwa Europy        |                |                |                |                | 5              |                |                |                |                |                |                |                |
| GP Finlandia Trophy       |                |                |                | 6              |                |                |                |                |                |                |                |                |
| CS Golden Spin of Zagreb  |                |                |                | 6              |                |                |                |                |                |                |                |                |
| CS Ice Challenge          |                |                | 1              |                | 1              |                |                |                |                |                |                |                |
| CS Lombardia Trophy       |                |                | 12             |                | 5              |                |                |                |                |                |                |                |
| CS Trophée Métropole Nice |                |                |                | 4              |                |                |                |                |                |                |                |                |
| CS Warsaw Cup             |                |                |                | 2              | 5              |                |                |                |                |                |                |                |
| Krajowe                   |                |                |                |                |                |                |                |                |                |                |                |                |
| Mistrzostwa Włoch         |                | 2              | 3              | 3              | 1              |                |                |                |                |                |                |                |